# Nomia incerta
Nomia incerta är en biart som beskrevs av Giovanni Gribodo 1894.
Nomia incerta ingår i släktet Nomia och familjen vägbin. Inga underarter finns listade i Catalogue of Life.